# Rinckartstraße 1, 7/8, 9a (Eilenburg)
Die Gebäude Rinckartstraße 1, 7/8 und 9a sind Teil der westlichen Straßenrandbebauung der Rinckartstraße im Stadtzentrum von Eilenburg, die nach ihrer Zerstörung im April 1945 in den 1950er Jahren wieder aufgebaut wurde. Die drei Gebäude sind eingetragenes Kulturdenkmal in der Denkmalliste des Landesamtes für Denkmalpflege Sachsen.

## Geschichte
Die Gebäude der westlichen Rinckartstraße entstanden in den Jahren 1955 bis 1957  im Rahmen des Nationalen Aufbauwerks. Sie wurden nach dem Ende der DDR saniert und sind heute im Eigentum der städtischen Wohnungsbau- und Verwaltungsgesellschaft (EWV) und in privater Hand.

## Baubeschreibung
Rinckartstraße 1
Das Gebäude Rinckartstraße 1 in markanter Ecklage zur Leipziger Straße direkt am Marktplatz verfügt über vier Geschosse. Als Trennung zwischen dem Ladenbereich im Erdgeschoss und den Wohnbereichen darüber dient ein Gurtgesims. Ebenso findet sich auch unterhalb der Dachkante ein Gesims. Diese einfach profilierten Gesimse und die Fenster- und Türfaschen sind allesamt farblich von der Fassade abgehoben. Der Eingangsbereich zu den Wohnungen befindet sich in einem öffentlichen von zwei Segmentbogenportalen eingefassten Durchgang zwischen Rinckart- und Rollenstraße. Die paarweise angelegten Fenster oberhalb dieses Durchgangs sind durch einen Erker besonders hervorgehoben. Den Abschluss hin zur Ecke Leipziger Straße bildet ein quadratischer Pfeiler, dem sich in beiden Straßenzügen ein weiteres Segmentbogenportal anschließt, das jeweils den Zugang zum dortigen Ladengeschäft darstellt. Auf die traditionelle Nutzung des Geschäftes als Apotheke weist über beiden Portalen ein Ornament mit einer sich einer Schale zuwindenden Äskulapnatter hin. Das krönende Walmdach trägt keine weiteren Aufbauten.
Rinckartstraße 7/8
Das in geschlossener Bebauung befindliche Wohn- und Geschäftshaus Rinckartstraße 7/8 verfügt, aufgrund der Entfernung zum Marktplatz auf Grundlage der damaligen Stadtplanung über nur noch drei Geschosse. Die Eingänge und Schaufenster der Geschäfte mit ihren einfach profilierten Faschen sind mit Segmentbögen ausgeführt. Über den Eingängen sind zudem Schlusssteine eingebaut. Auch hier ist wieder ein Gesims zur Trennung von Laden- und Wohnbereichen. Dazu kommen ein Fenstergesims im ersten Obergeschoss und das Dachgesims. Die abgesehen vom Erdgeschoss symmetrisch gestaltete Fassade der beiden Hausteile verfügt über zwei Erker auf je zwei einfachen Konsolen, die im Dachgeschoss mit einem unterhalb des Dachfirsts endenden Walm abschließen. Beide sind mit sich im Karree oft wiederholenden Motiven verziert.
Rinckartstraße 9a
Das Gebäude Rinckartstraße 9a liegt in Ecklage zur Karlstraße und besitzt dort einen weiteren Eingang Karlstraße 1. Es wird im Artikel zu den Bauten Karlstraße 1, 2/3 und 4 behandelt.

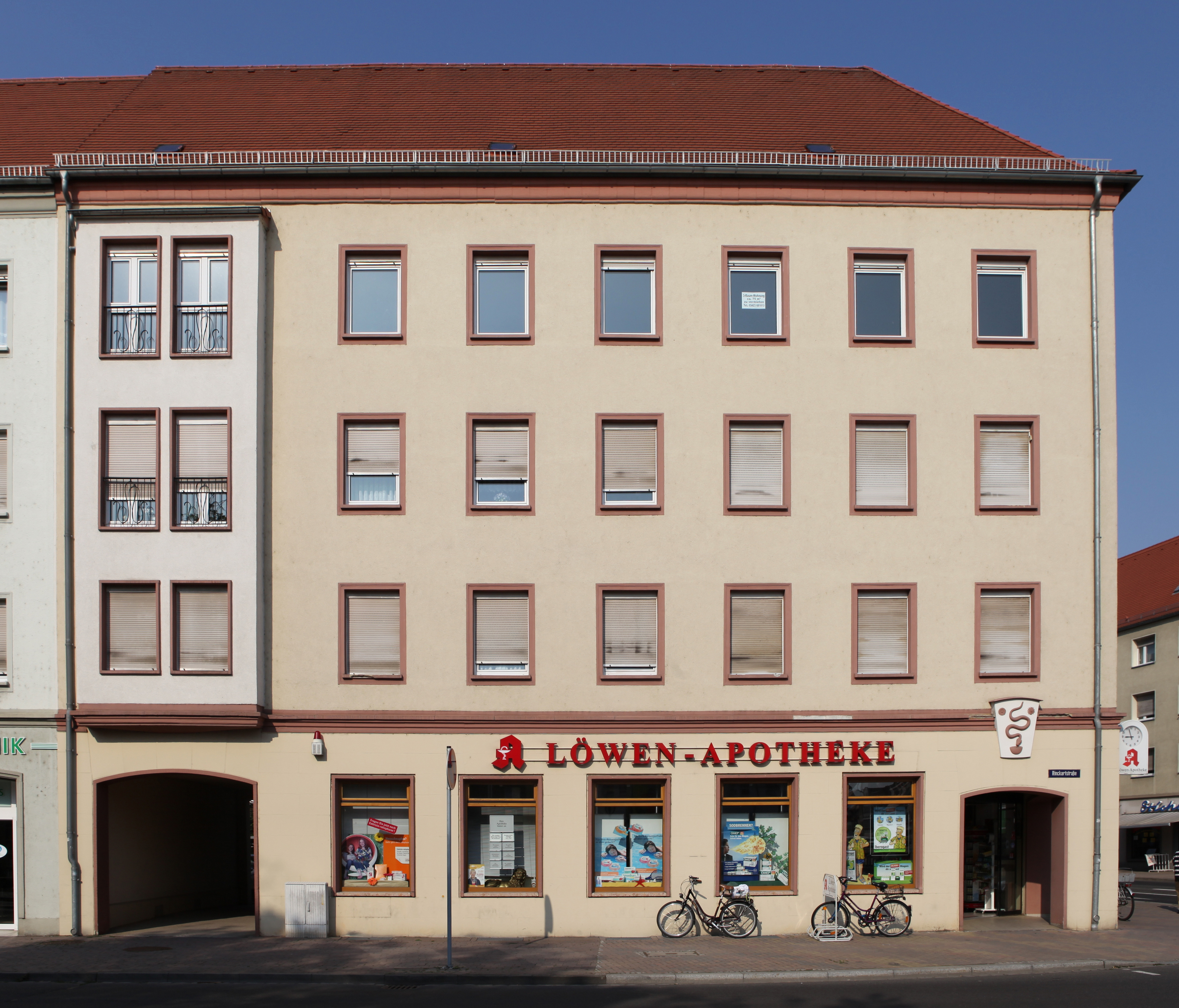
Das Mietshaus Rinckartstraße 1 am Marktplatz in Ecklage zur Leipziger Straße. (2012)
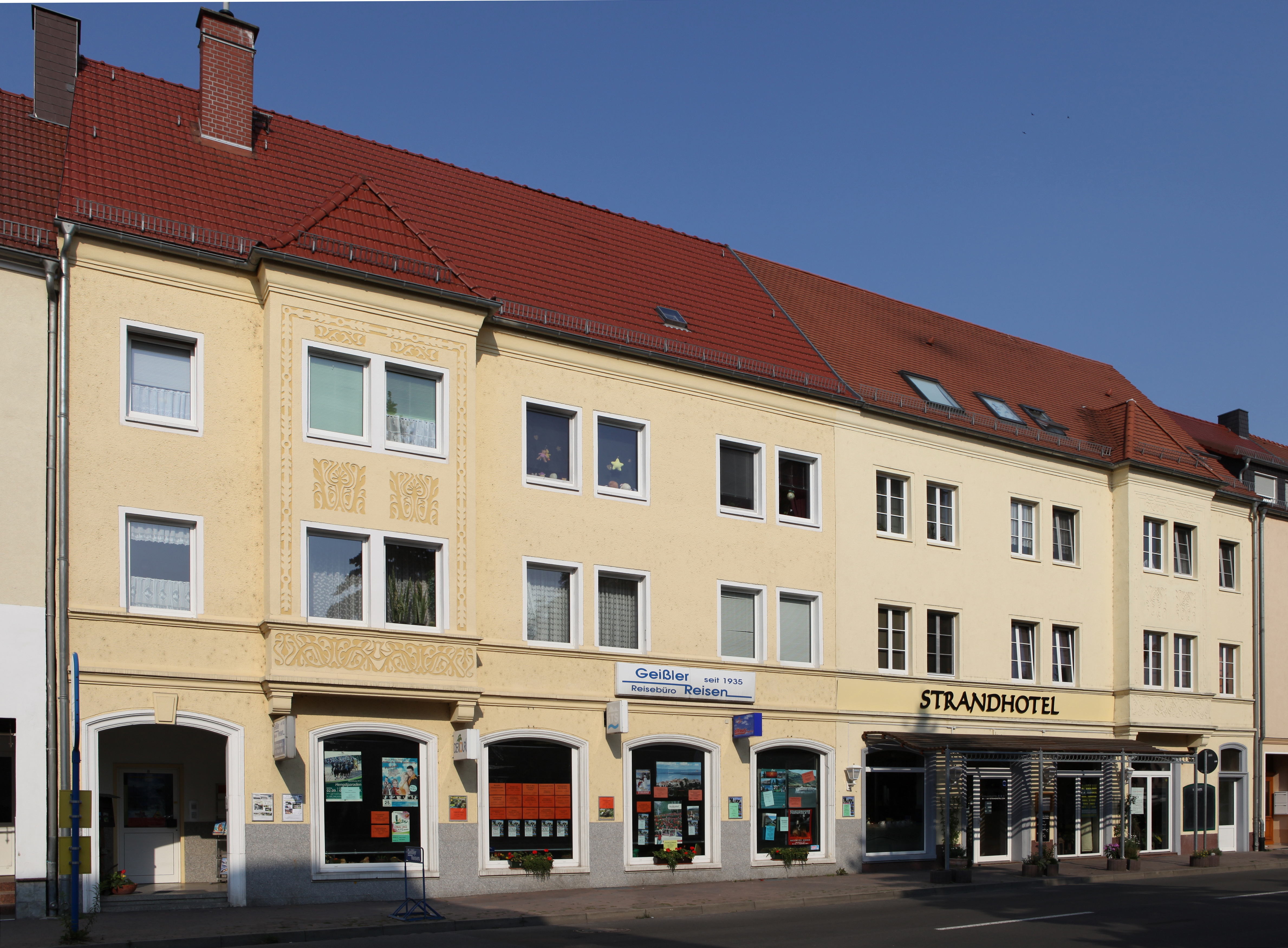
Das Mietshaus Rinckartstraße 7/8 als Teil der westlichen Straßenrandbebauung. (2012)
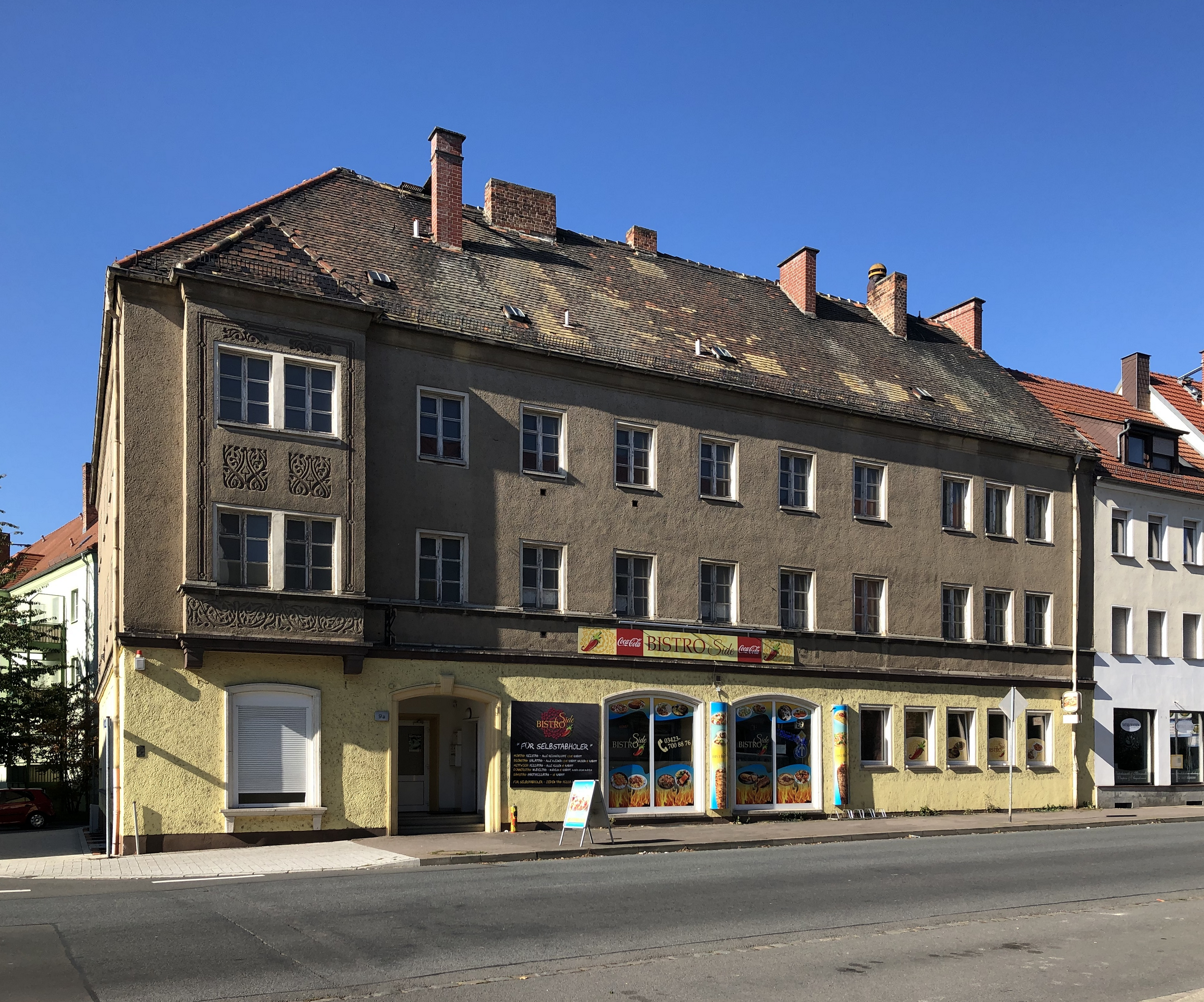
Das Eckgebäude Rinckartstraße 9a in Ecklage zur Karlstraße. (2021)